# Bodislavci
Bodislavci so naselje v Občini Ljutomer.